# Скот Каан
Скот Андрю Каан (на английски: Scott Andrew Caan; роден на 23 август 1976 г.) е американски актьор. Известен е с ролята си на Търк Малой в „Бандата на Оушън“ и неговите продължения, както и с ролята на Дани Уилямс в сериала „Хавай 5-0“. Негов баща е актьорът Джеймс Каан.

## Личен живот
Каан има кафяв колан по бразилско джиу джицу. През 2014 г. е обявено, че той и приятелката му Кейси Биксби очакват първото си дете. Дъщеря им се ражда на 9 юли 2014 г. и е кръстена Джоси Джеймс Каан.